# بومادران بختیاری
بومادران بختیاری، بومادران سبزکوهی (نام علمی: Achillea kellalensis) نام یک گونه از سرده بومادران است.